# Pack200
Pack200是Sun为更快地在网络上传输JAR文件而在JSR 200中提出的一种HTTP压缩方式。Pack200也可以指代从Sun JDK 1.50版就开始提供的Pack200压缩工具以及Pack200压缩文件。
在HTTP压缩方式中，Pack200可以和GZIP压缩格式协同使用(这种情况下被称为“pack200-gzip”)以提供比只使用GZIP压缩格式更高的压缩率。Pack200专为压缩JAR文件（尤其是其中的字节码部分）而优化。此技术也应用于Java Web Start的Java程序部署中。

## 相关链接
- Java Docs（页面存档备份，存于）
- Introduction Pack200 and Compression（页面存档备份，存于）
- JSR 200: Network Transfer Format for Java Archives.（页面存档备份，存于）